# 山田政晴
山田 政晴（やまだ まさはる、1980年5月1日 - ）は、日本のウエイトリフティング選手。2004年アテネオリンピック日本代表。前橋育英高等学校、日本体育大学卒業。群馬綜合ガードシステム～綜合警備保障（ALSOK）ウエイトリフティング部監督（平成25年1月～）。群馬県出身。

## 出身校
- 前橋市立荒砥中学校
- 前橋育英高等学校
- 日本体育大学体育学部

## 略歴
- 1998年、全国高校選手権大会54kg優勝・全国高校総体54kg級優勝
- 1999年、全日本ジュニア選手権大会56kg級優勝
- 2000年、シドニーオリンピック代表を逃す。
- 2001年、東アジア大会56kg級出場。トータル260kgの日本新記録を樹立。
- 2004年、アテネオリンピック出場。上位進出が期待されたが記録なしに終わる。
- 2008年、北京オリンピック出場。日本新記録を出すも9位に留まる。